# Việt Nam tại Giải vô địch điền kinh thế giới 2017
Việt Nam hoàn thành thi đấu tại Giải vô địch điền kinh thế giới 2017 ở Luân Đôn, Đảo Anh, từ ngày 4–13 tháng 8 năm 2017.

## Kết quả
(q – Vượt qua vòng loại, NM – no mark, SB – thành tích tốt nhất)

### Nam
| Vận động viên | Sự kiện | Vòng 1   | Vòng 1   | Làn            | Làn            | Bán kết        | Bán kết        | Chung kết      | Chung kết      |
| Vận động viên | Sự kiện | Kết quả  | Xếp hạng | Kết quả        | Xếp hạng       | Kết quả        | Xếp hạng       | Kết quả        | Xếp hạng       |
| ------------- | ------- | -------- | -------- | -------------- | -------------- | -------------- | -------------- | -------------- | -------------- |
| Bùi Bá Hạnh   | 100 mét | 10.76 SB | 16       | Không tham gia | Không tham gia | Không tham gia | Không tham gia | Không tham gia | Không tham gia |